# Estación Lorenzo Arenas
Lorenzo Arenas es una estación ubicada en la comuna de Concepción, perteneciente a la Línea 1 (L1), del Biotrén. 

## Historia
Fue parte de la segunda generación de estaciones del Biotrén, inauguradas en el año 2001. Ubicada en el barrio Lorenzo Arenas y Laguna Redonda, en el camino a Talcahuano (prolongación de Avenida Arteaga Alemparte) con el cruce de calle Santa Cruz. Se encuentra en uno de los sectores más populares de la ciudad de Concepción, donde se puede encontrar el Parque Laguna Redonda, el Cementerio General de Concepción y la Vega Monumental.

## Servicios

### Actuales
Desde la década de 1990 la estación presta servicios entre Talcahuano, Concepción y Laja. Es para el 1 de mayo de 2008 que inician los servicios del actual tren Talcahuano-Laja. El servicio presta ocho servicios diarios.